# Gloster Guan
Gloster Guan là một loại máy bay tiêm kích hai tầng cánh thử nghiệm của Anh.

## Tính năng kỹ chiến thuật (second Guan)
Dữ liệu lấy từ James 1971, tr. 134–5
Đặc điểm tổng quát
- Kíp lái: 1
- Chiều dài: 22 ft 0 in (6.7 m)
- Sải cánh: 31 ft 10 in (9.69 m)
- Chiều cao: 10 ft 2 in (3.29 m)
- Diện tích cánh: 298 ft2 (27.68 m2)
- Trọng lượng rỗng: 2.972 lb (1.348 kg)
- Trọng lượng có tải: 3.803 lb (1.725 kg)
- Động cơ: 1 × Napier Lion VI, 525 hp (475 kW)

Hiệu suất bay
- Vận tốc cực đại: trên độ cao 15.000 ft (4,572 m) 175 mph (281 km/h)
- Trần bay: 31.000 ft (9.450 m)
- Vận tốc lên cao: lên độ cao 20.000 ft (6.100 m) 1600 ft/min (8,1 m/s)